# Новотартасский сельсовет
Новотартасский сельсовет — сельское поселение в Венгеровском районе Новосибирской области Российской Федерации.
Административный центр — село Новый Тартас.

## История
Статус и границы сельского поселения установлены Законом Новосибирской области от 2 июня 2004 года № 200-ОЗ «О статусе и границах муниципальных образований Новосибирской области»

## Население
| 2002  | 2010  | 2012  | 2013  | 2014  | 2015  | 2016  |
| ----- | ----- | ----- | ----- | ----- | ----- | ----- |
| 2030  | ↘1929 | →1929 | ↘1916 | ↘1901 | ↗1909 | ↗1913 |
| 2017  | 2018  | 2019  | 2020  | 2021  |       |       |
| ↘1895 | ↘1882 | ↘1864 | ↘1843 | ↘1820 |       |       |

## Состав сельского поселения
| № | Населённый пункт | Тип населённого пункта       | Население |
| - | ---------------- | ---------------------------- | --------- |
| 1 | Зыково           | посёлок                      | ↘360      |
| 2 | Игнатьевка       | деревня                      | ↘113      |
| 3 | Новый Тартас     | село, административный центр | ↘1158     |
| 4 | Старый Тартас    | село                         | ↘298      |